# Conocoxinae
Conocoxinae – podrodzina błonkówek z rodziny Pergidae.

## Zasięg występowania
Przedstawiciele tej podrodziny występują w krainie neotropikalnej.

## Systematyka
Do Conocoxinae zalicza się 5 gatunków zgrupowanych w 3 rodzajach:
- Conocoxa
- Lycosceles
- Nithulea